# Zweth
Zweth vormt samen met De Zweth een Nederlandse buurtschap aan weerszijden van de Berkelsche Zweth, daar waar deze uitmondt in de Delftse Schie tussen Delft en Rotterdam. De buurtschap ligt op de grens van de gemeente Midden-Delfland en de Rotterdamse wijk Overschie. De naam is afgeleid van het toponiem zwet, dat grens betekent.
Sinds 2004 behoort De Zweth, het Delftse deel van de buurtschap, en een deel van de Ackerdijksepolder tot de gemeente Midden-Delfland. Aan de andere kant van de ophaalbrug over de Berkelsche Zweth begint de Rotterdamse deelgemeente Overschie en is Zweth geheten. Het is zichtbaar op onderstaande foto van de brug, waarop beide aanduidingen tegelijk voorkomen. 
Zweth valt voor de postadressen deels onder Rotterdam, deels onder Schipluiden.

## Verkeer
Vroeger, toen rijksweg 13 er nog niet was, moest al het verkeer tussen Rotterdam, Delft en Den Haag de ophaalbrug over de Berkelsche Zweth passeren. In de Zweth loopt de Rotterdamseweg dan ook over in de Delftweg. Deze wegen zijn nu geen doorgaande route meer, en verboden voor vrachtverkeer. Wel rijdt RET-buslijn 40 (Rotterdam-Delft) nog langs deze route.
Sinds 2006 is ook het autoverkeer tijdens de ochtendspits tussen 6.30 en 9.30 uur en de avondspits tussen 15.00 en 19.00 uur beperkt. Het verkeer wordt hier mondjesmaat doorgelaten. Er is een poller-installatie geïnstalleerd, die zo is afgesteld (een auto per minuut), dat er een aanzienlijke wachttijd ontstaat. Aanvankelijk leidde dit systeem tot nogal wat ongelukken. Wanneer een auto op de pollerinstallatie rijdt wordt de auto van onderen door de poller-installatie doorboord, wat vaak een total loss tot gevolg heeft. Door deze maatregelen is deze route voor het sluipverkeer, dat reistijdwinst als motief heeft, niet meer aantrekkelijk.

## Geschiedenis
De Zweth was in het verleden een relatief welvarende gemeenschap, waar onder andere bierbrouwerij De Hoop in 1853 werd opgericht. De drukbezochte speeltuin Land- en Schiezicht was rond 1900 een attractie voor veel Delftenaren.
Na de jaren veertig van de twintigste eeuw ging het minder goed met de horeca in De Zweth en trokken de bewoners naar de grote steden. In De Zweth was restaurant De Zwethheul gevestigd met, onder chef-koks Erik van Loo en later Mario Ridder, twee Michelinsterren. 
Chef Joris Peters nam in 2014 het restaurant over van Mario Ridder, die naar Rotterdam vertrok. Het restaurant verloor daarom de sterren. Onder Joris Peter werd de naam omgedoopt tot: Restaurant Aan de Zweth. Op 7 november 2015, slechts één jaar na heropening, werd de eetgelegenheid opnieuw onderscheiden met een eerste Michelinster.
Over de Schie is in 1995 iets ten noorden van de Zweth een brug voor langzaam verkeer gebouwd, de Kandelaarbrug, die De Zweth verbindt met Kandelaar.

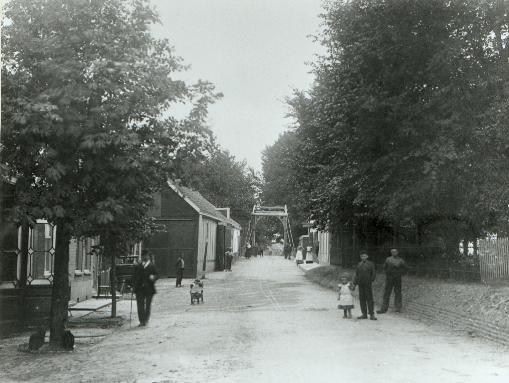
Foto (uit 1907) gezien naar het zuiden, met de ophaalbrug op de achtergrond
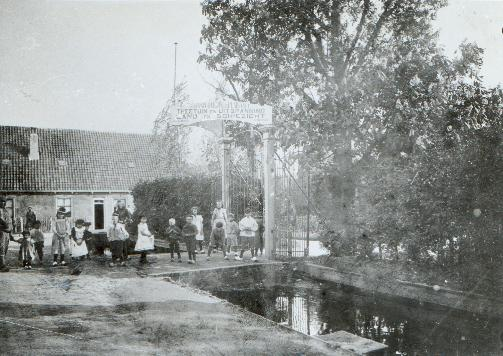
Ingang Land- en Schiezicht
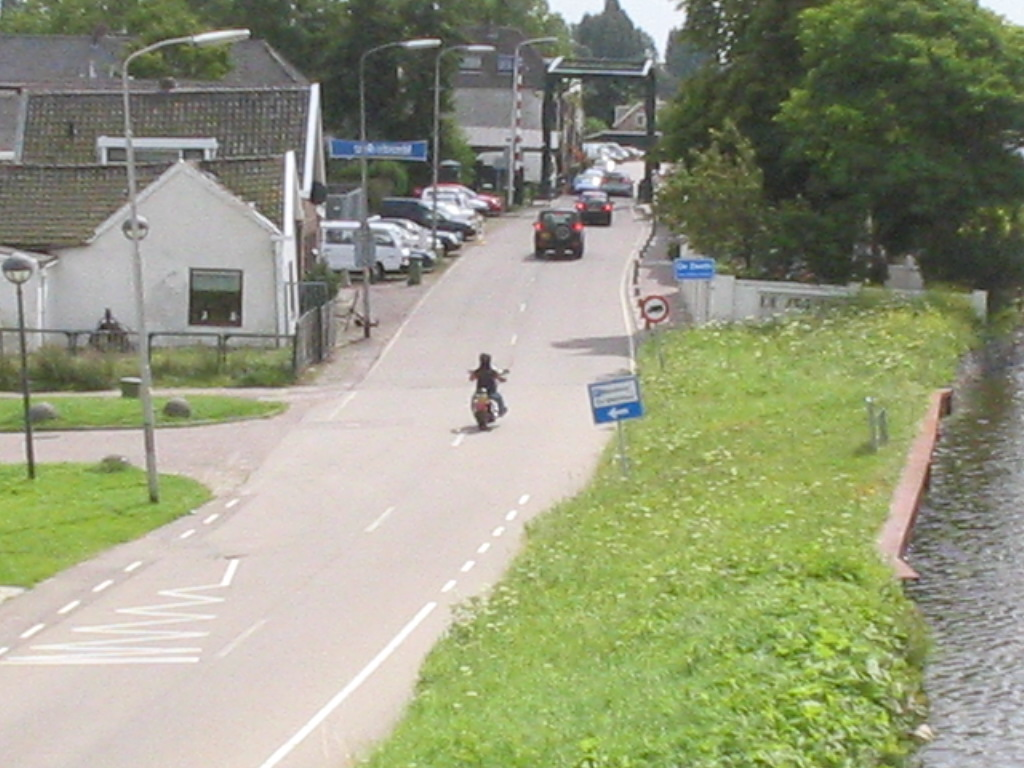
Zweth met ophaalbrug tegenwoordig, rechts de oever van de Schie
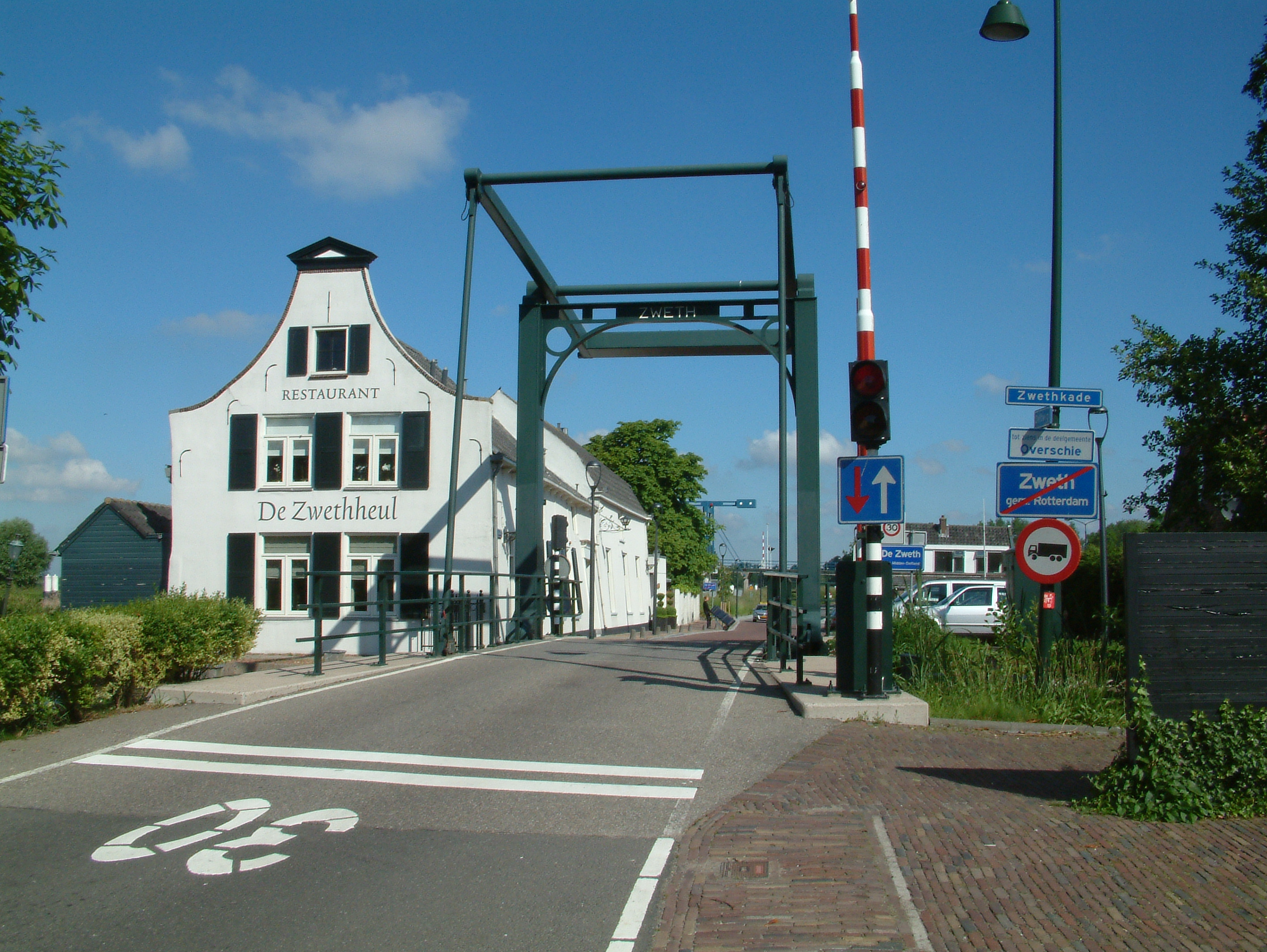
Foto (uit 2009) gezien naar het noorden, met zichtbaar een bord met Zweth en een bord met De Zweth
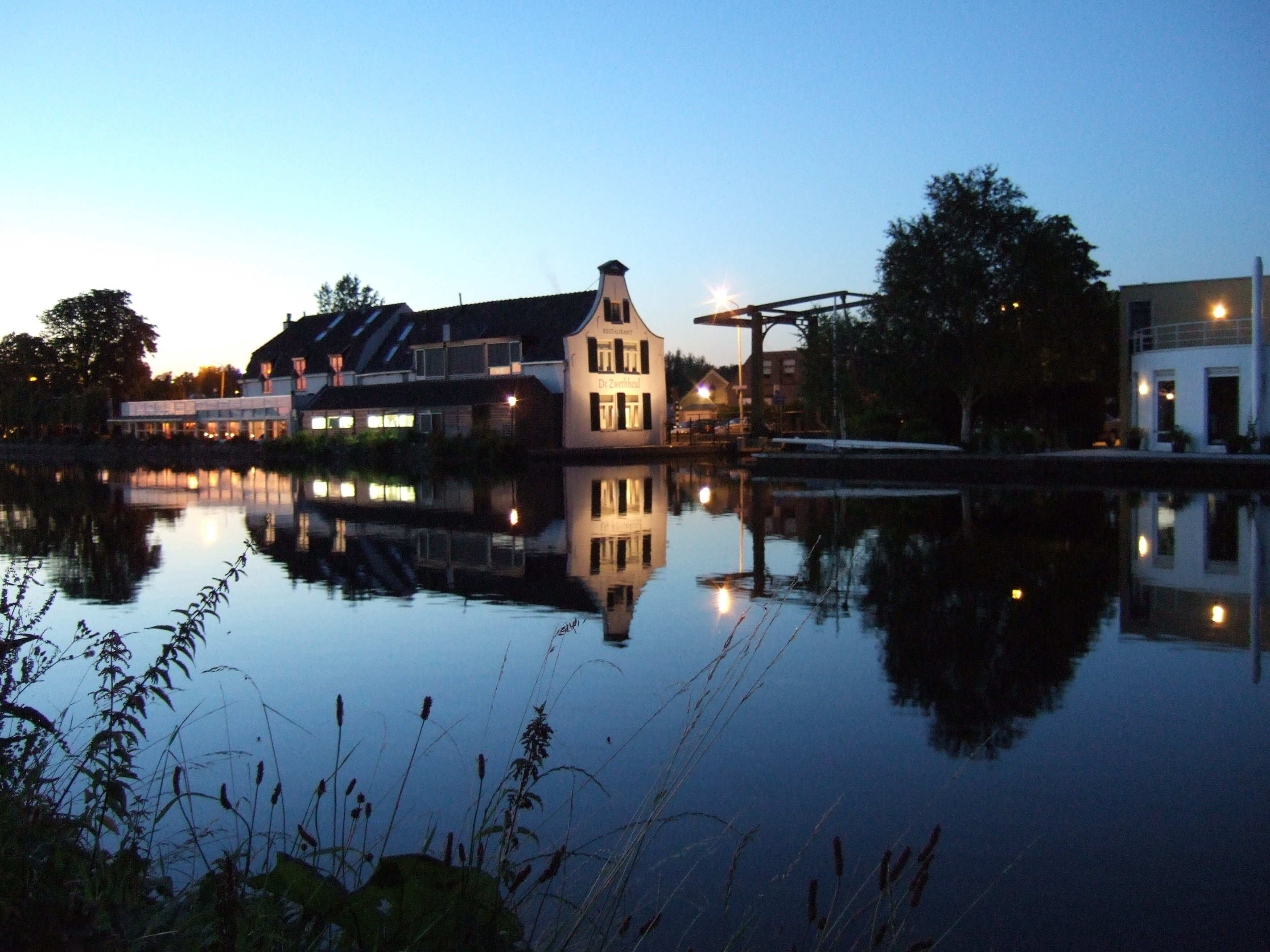
Zweth gezien vanaf Kandelaar
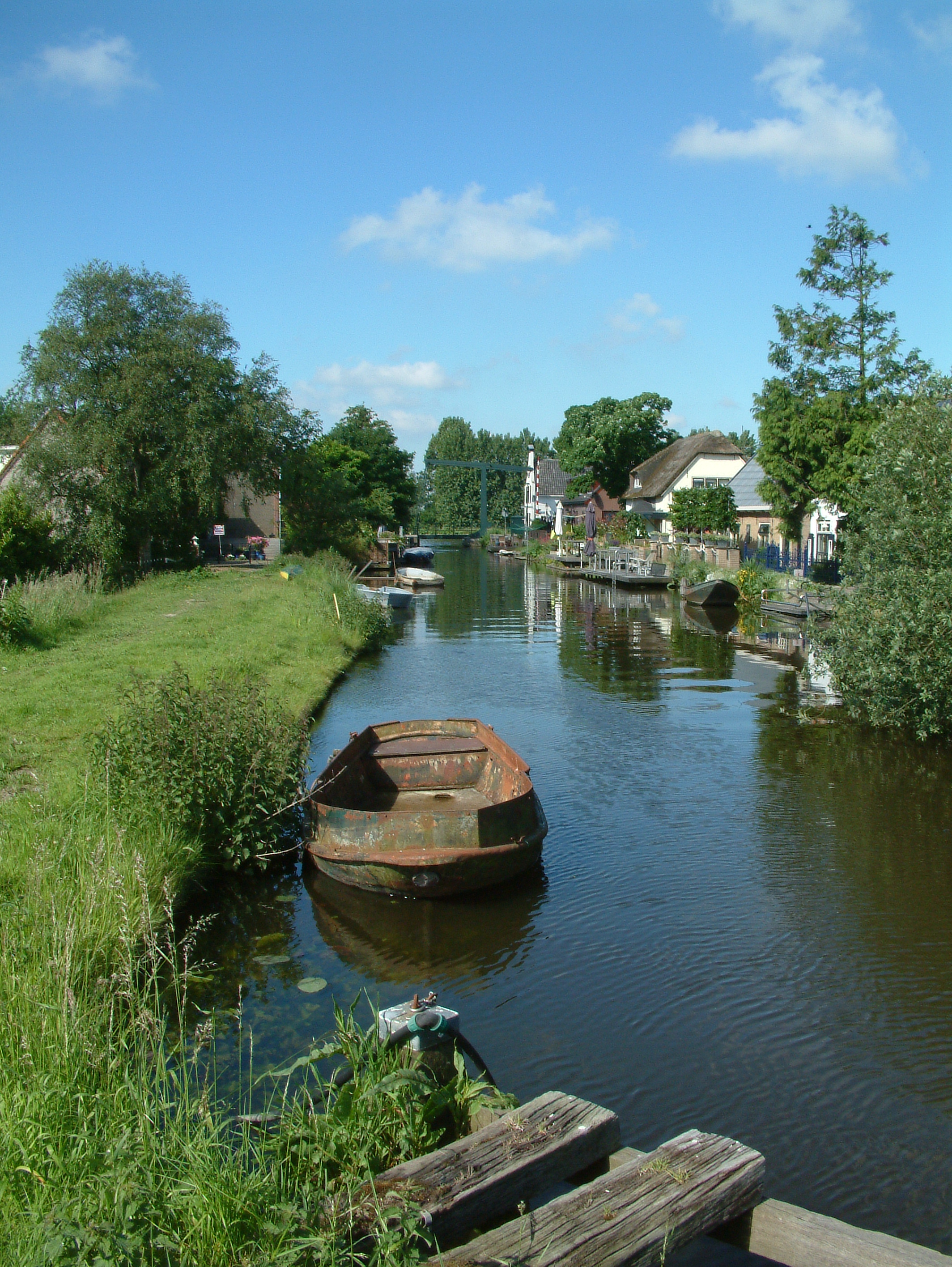
Aan de Berkelsche Zweth
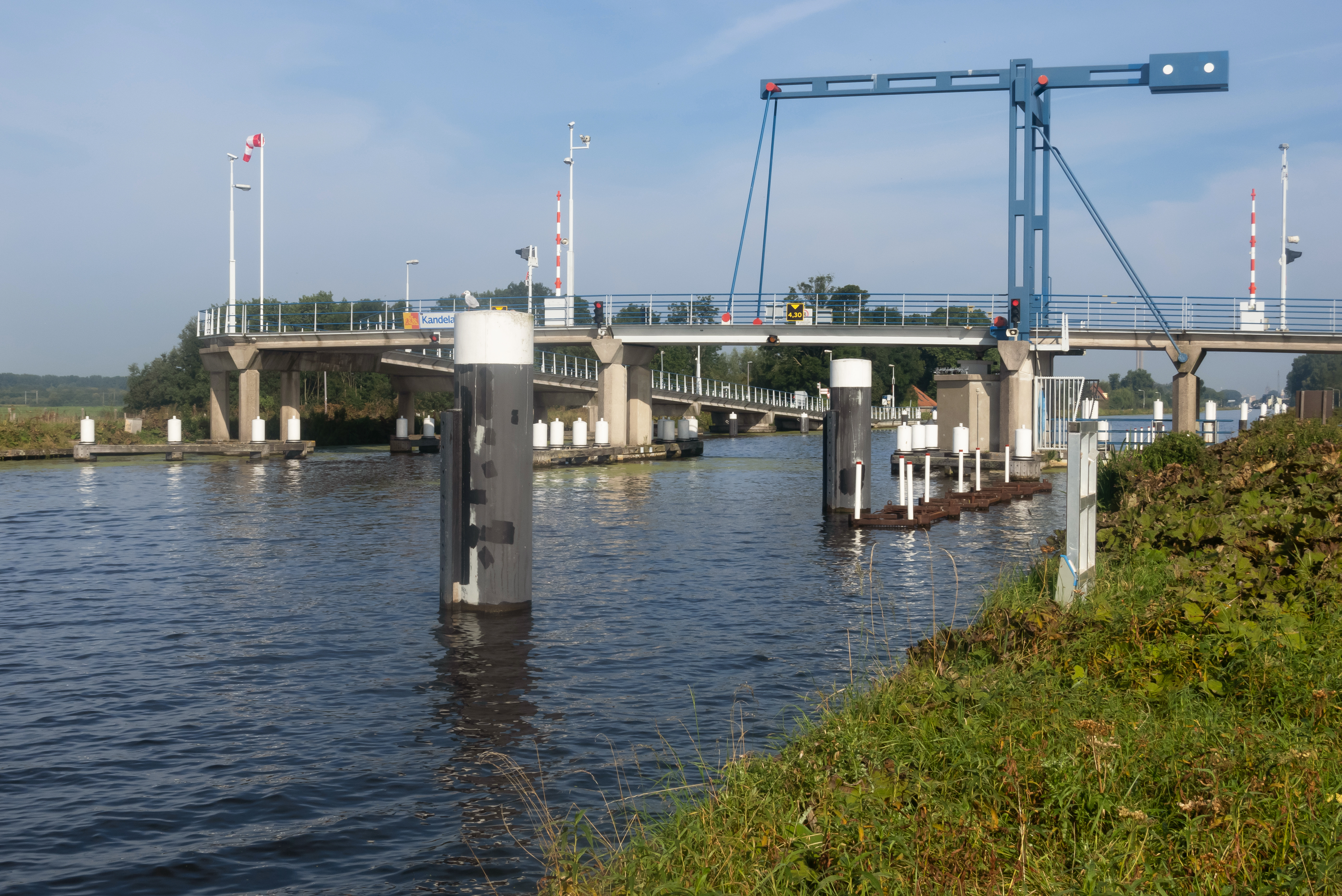
De Kandelaarsbrug

Kandelaar ·
Kleinpolder · 
Landzicht · 
Spaanse Polder · 
Zestienhoven ·
(Zweth)
Dorpen: Den Hoorn · Maasland · Schipluiden · 't Woudt

Buurtschappen: Gaag-Maasland · Gaag-Schipluiden · Hodenpijl · De Kapel · Lierhand · Ter Lucht · Negenhuizen · De Zweth

Zuid-Holland: Steden en dorpen      Nederland: Provincies · Gemeenten